# Fezzan
Le Fezzan (en arabe : فزان Fazzān) est une région désertique du sud-ouest de la Libye, très riche en hydrocarbures. La capitale de cette province historique est la ville de Sebha.
Ce territoire a été administré par la France de 1943 à 1951 (voir Territoire du Fezzan).

## Géographie

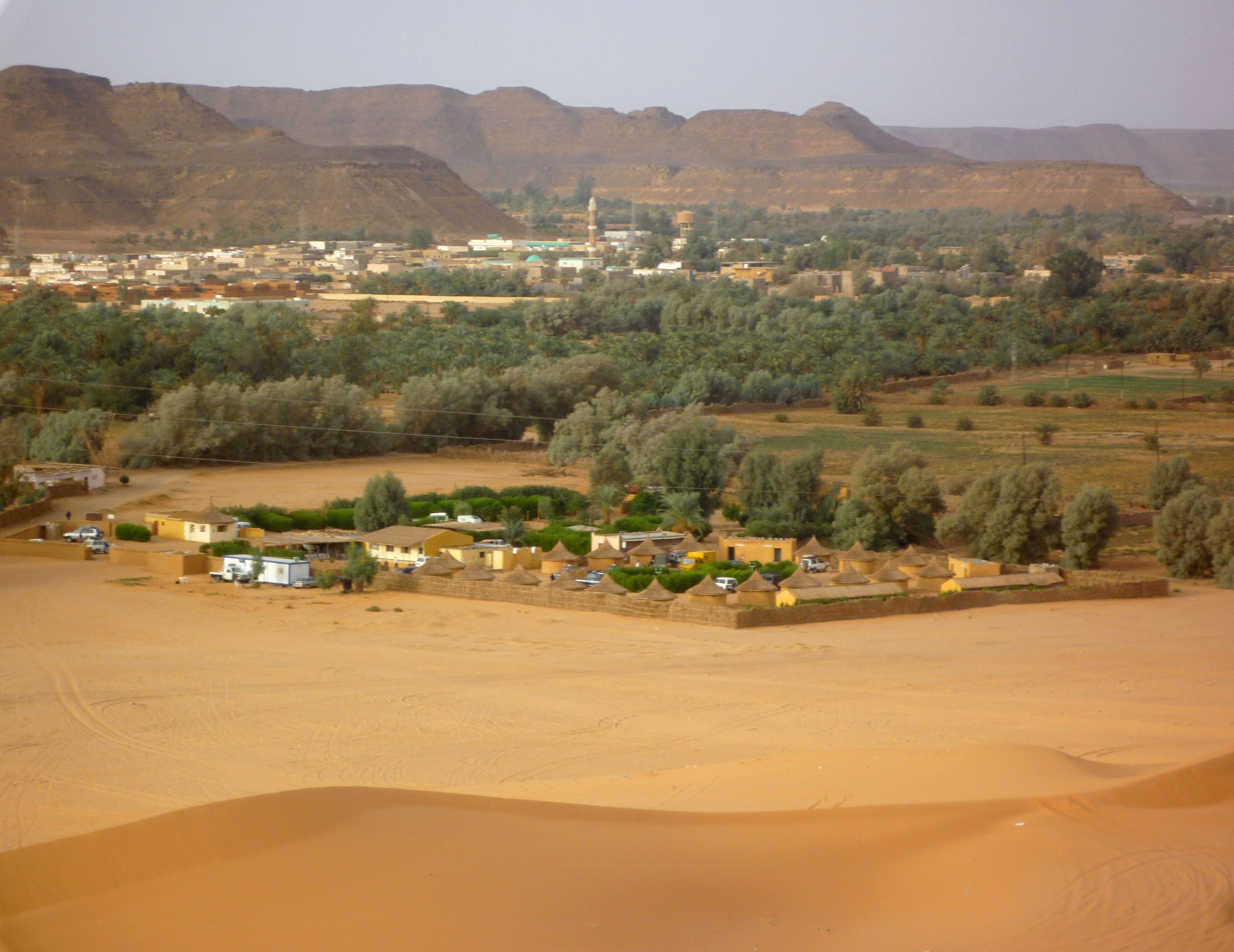
L'oasis d'Al Fejeij, en novembre 2010.

Le Fezzan est notamment bordé à l'ouest par le Tadrart Acacus, zone désertique montagneuse.
Sebha, avec ses 200 000 habitants, est la capitale administrative de la région et le principal centre des trafics transfrontaliers.
Le reste de la population (environ 300 000) vit dans les oasis, dont les principales Al Fejeij, Gaberoun, Ghadduwah, Hagiara, Socna, Umm al Ahrar, Waw an Namus et Zawila.
Le Fezzan comporte deux portes d'entrée en venant de la côte, qui deviendront stratégiques pendant la deuxième guerre civile libyenne et donc l'enjeu des rivalités entre milices :
- Les villes du département d'Al Djoufrah (Ueddan, Socna, Houn) sur la route en provenance de Misrata, de Syrte, de la zone pétrolière de Ras Lanouf, de la ville portuaire et industrielle Marsa El Brega ;
- La localité de Brak al-Shati, sur la route en provenance de Tripoli.

Au sud se trouve la frontière la plus poreuse de la Libye, celle avec le Niger. Sebha est reliée à Madama, au Niger, via la passe de Toummo.

### Découpage administratif actuel
| Chabiyat    | Chabiyat        | Chef-lieu |
| ----------- | --------------- | --------- |
| الجفرة      | Al Djoufrah     | Houn      |
| وادي الشاطئ | Wadi ach Chatii | Adri      |
| سبها        | Sebha           | Sebha     |
| وادي الحياة | Wadi al Hayaat  | Awbari    |
| غات         | Ghat            | Ghat      |
| مرزق        | Mourzouq        | Mourzouq  |

## Économie
Le Fezzan produit environ un quart de la production pétrolière libyenne, soit environ 400 000 barils par jour. On y trouve aussi du gaz naturel et des mines d'or artisanales.
Le Fezzan dispose d'importantes nappes phréatiques fossiles qui fournit de l'eau aux villes côtières et à différents projets agricoles grâce à la « Grande rivière artificielle ».
Ainsi, la région, comme le Sud de la Libye en général, est stratégique dans la mesure où son contrôle détermine « si les lampes s'allument à Tripoli et Benghazi, si l'eau coule des robinets et si les salaires sont payés ».
Enfin, le contrôle du Fezzan détermine le contrôle des routes des trafics, que ce soient de biens courants, de drogue, d'armes ou d'êtres humains.

## Population
Environ 500 000 personnes vivent dans le Fezzan (10 % de la population libyenne), répartis en trois ethnies principales : Arabes, Toubous et Touaregs.
On trouve en outre les Fezzani (al-Ahali), des Libyens noirs descendants d'esclaves ou de migrants économiques d'Afrique sub-saharienne, une communauté locale entièrement arabisée.

### Arabes
Les Arabes sont divisés en quatre grandes tribus restantes : les Oulad Souleymane, les Qadhadhfa (tribu dont était originaire Mouammar Kadhafi), les Ouarfalla, majoritaires dans le pays et les Meghara.
Les Hodairi sont une petite tribu mais très influente religieusement et se prévalant d'une ascendance chérifienne.

### Touaregs
En Libye, les Touaregs vivent dans le Fezzan et font partie de la confédération des Kel Ajjers également implantée dans l'Est de l'Algérie.

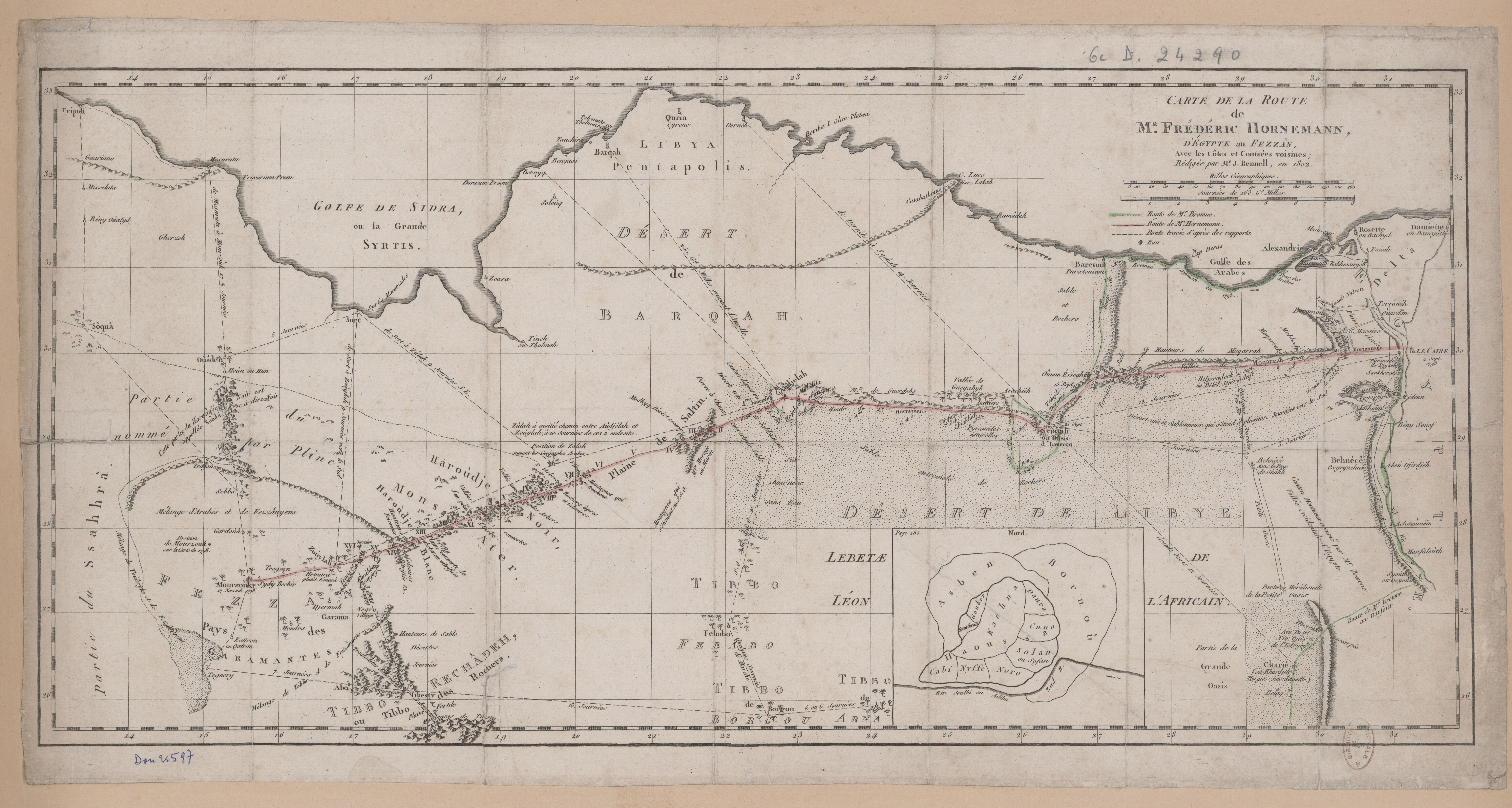
Carte Hornemann, 1802
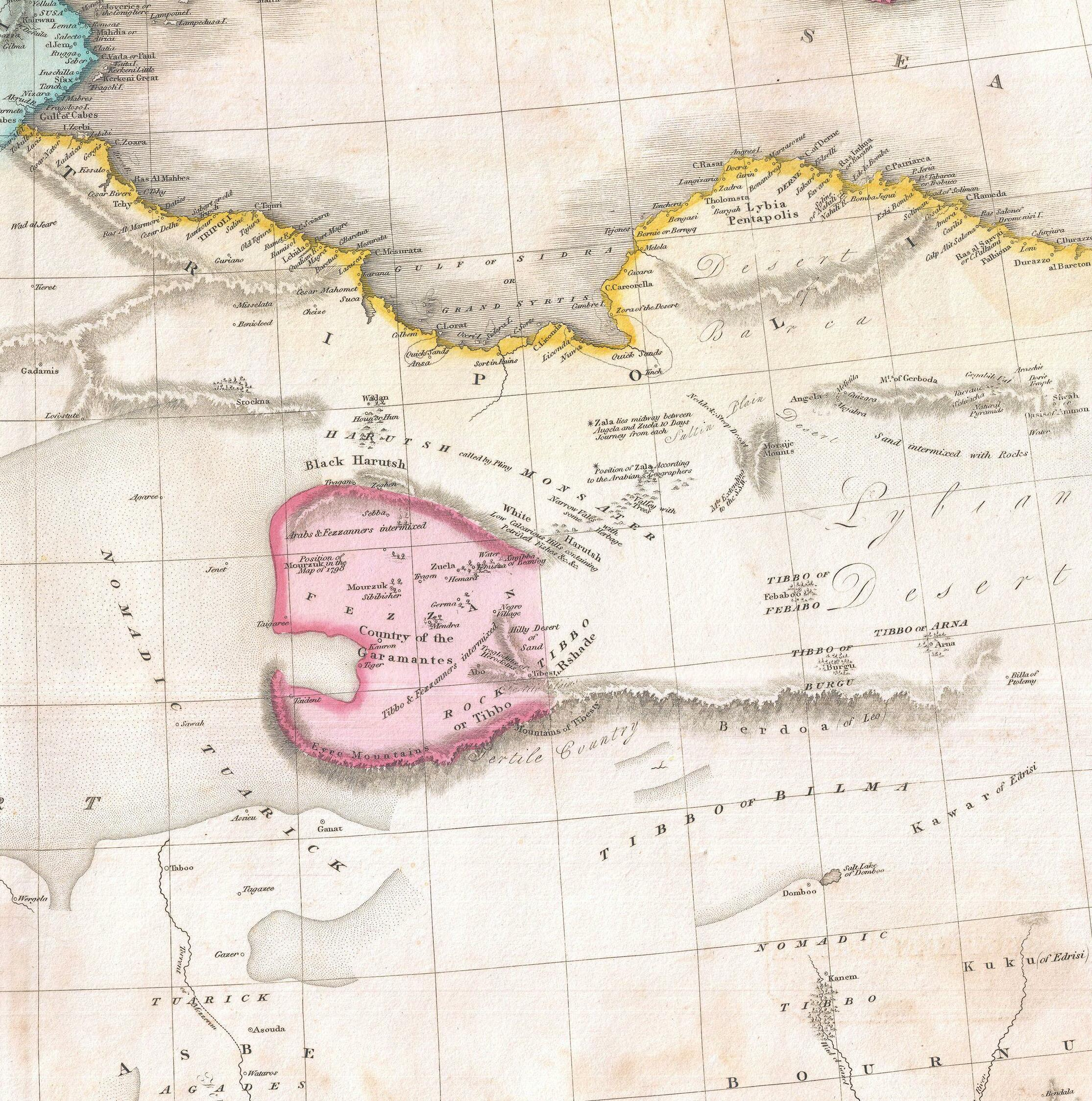
Carte Pinkerton, 1818

## Climat

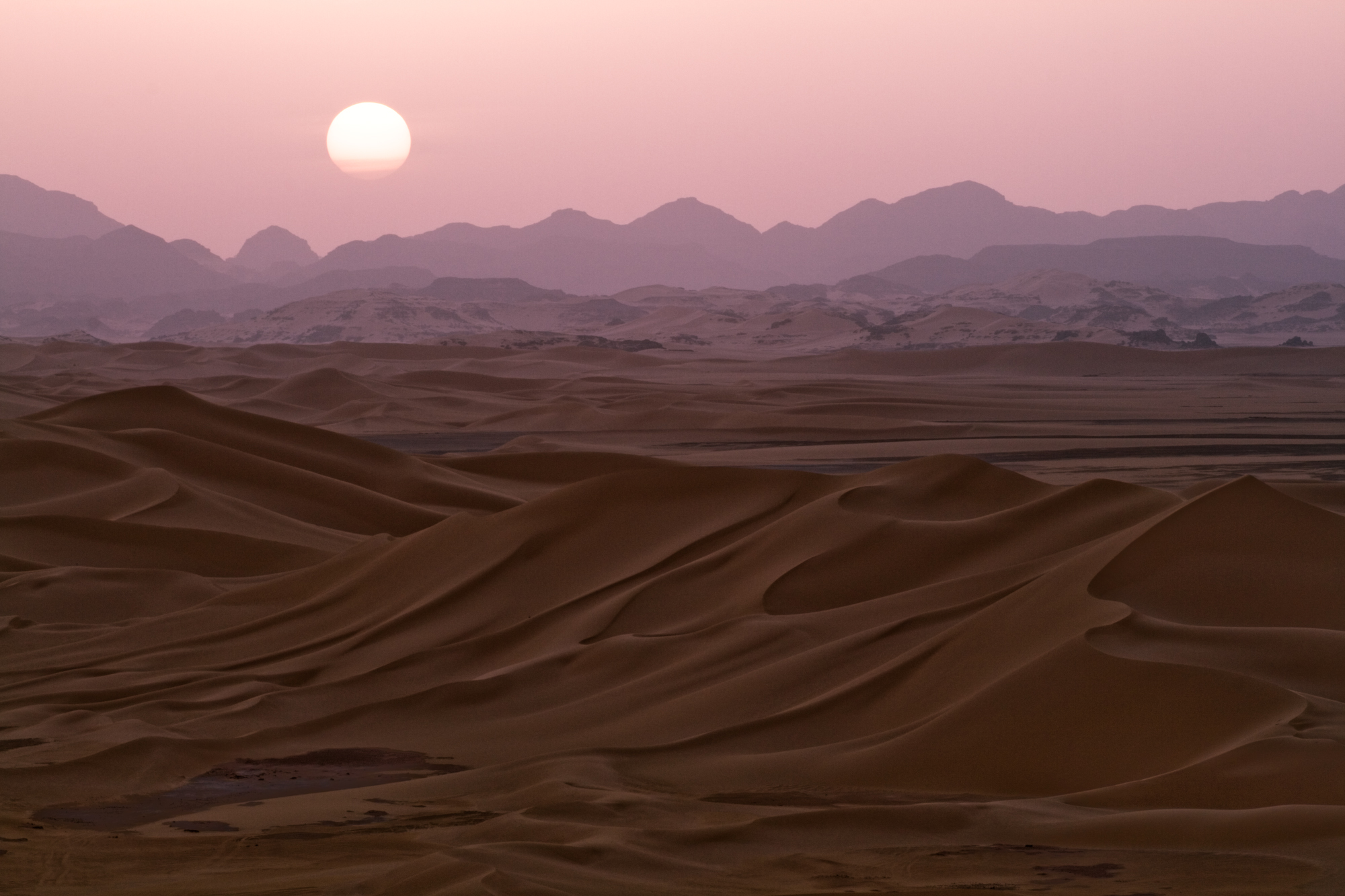
Coucher de soleil sur les dunes de Wan Caza. Région du désert du Sahara dans le Fezzan en Libye

Le Fezzan est une contrée extrêmement aride faisant partie du Sahara central, où le climat est hyper-désertique. Les principales caractéristiques du climat fezzanais sont la sécheresse, la chaleur, les grandes variations de températures, la grande durée de l'ensoleillement et la forte évaporation.
Les températures moyennes annuelles sont très élevées, avec des valeurs de 25° à 28° et la chaleur estivale est excessive : les températures du Fezzan ne sont pas les plus hautes du Sahara mais atteignent parfois 50° et même 55° à l'ombre, en plein air et en plein été à la faveur d'un vent chaud et très sec qui souffle de l'intérieur du désert connu sous le nom de ghibli. Le thermomètre dépasse 40° pendant plusieurs semaines mais en hiver, la gelée n'est pas inconnue du fait du fort rayonnement nocturne sur un terrain sec, sous un ciel le plus souvent clair. La température peut descendre jusqu'à - 3° voire - 4° juste avant le lever du soleil.
En plus d'un climat thermique aux grands écarts de température entre le jour et la nuit et entre été et hiver, les pluies sont d'une extrême rareté et d'une extrême faiblesse dans cette région saharienne : à Mourzouk, la moyenne annuelle pluviométrique s'établit à 6,6 mm et dans les oasis du Fezzan méridional, elle descend encore plus bas jusqu'à frôler la nullité. Aussi, la variabilité et l'irrégularité inter-annuelle des précipitations sont très fortes, parfois plusieurs années voire des décennies peuvent passer sans la moindre trace mesurable de pluie mais en contrepartie, il peut tomber l'équivalent de dix années de pluie en seulement quelques heures. De même que les précipitations, le couvert nuageux est épars dans cette contrée désertique : les systèmes nuageux que connaît le Fezzan ne sont guère que des cirrus et des altostratus mais le plus souvent, le ciel est sans nuages surtout en juillet et en août où la nébulosité moyenne est presque totalement nulle mais en hiver et au printemps, elle est moins faible.
Avec un climat chaud et sec à l'extrême, l'évaporation potentielle moyenne est partout très élevée : entre 4  et   5 m d'eau voire plus seraient potentiellement évaporés par année.

## Histoire
En 1911, durant la guerre qui l'oppose à l'empire ottoman, l'Italie s'empare du Fezzan, en même temps que de la Tripolitaine et de la Cyrénaïque. Dès lors, cette région suit le destin politique de la Libye. 

### L'après-guerre
Après la Seconde Guerre mondiale, lors de la dissolution de la Libye italienne, le pays passe sous administration franco-britannique. La Cyrénaïque et la Tripolitaine reviennent alors aux Britanniques, tandis que les Français héritent de l’administration du territoire du Fezzan. Ce partage se justifie notamment par le fait que c’est le général Leclerc qui a achevé la conquête du Fezzan face aux Italiens lors des prises de Sebha et Mourzouq les 12 et 13 janvier 1943. 
Le territoire du Fezzan Ghadamès est créé en avril de cette même année. L’administration française, par l’établissement de nouvelles liaisons, cherche alors à annexer le Fezzan à son propre empire colonial afin de rendre celui-ci plus homogène dans la zone Algérie-Tunisie-Tchad-Niger. De surcroît, l’aboutissement de ce projet lui permettrait de mieux contrôler des voies de communication historiquement essentielles. 
Afin d’asseoir son autorité sur place, l’administration française cherche à s’appuyer sur des tribus ou des chefs qui lui sont favorables. Elle favorise par exemple le retour au Fezzan de la tribu des Ouled Soliman, qui avait fui la domination italienne en se réfugiant au Tchad. C’est ainsi Ahmed Bey, le chef de cette même tribu, qui est nommé moutassarif (c’est-à-dire gouverneur) du Fezzan. Dans les faits, cela permet au gouverneur militaire français d’exercer l’essentiel de la réalité du pouvoir tout en limitant les critiques sur sa légitimité.
Toutefois, le projet d’annexion du Fezzan au sein de l’empire colonial français est mis à mal par une opinion internationale défavorable : le Royaume-Uni et les États-Unis refusent de voir la France entamer un nouveau processus colonial en Libye, et l’ONU souhaite faire respecter le droit des peuples à disposer d’eux-mêmes. Ainsi, la France accorde son autonomie au Fezzan en 1950, avant de mettre fin à sa présence en Libye le 1er janvier 1952, au moment de l’indépendance du pays.  

### Première guerre civile libyenne (2011)
La région resta sous le contrôle du régime de Kadhafi relativement tard et connut peu de combats. Toutefois, la prolifération des armes et la concurrence entre groupes pour le contrôle des routes des trafics a fini par faire éclater des conflits.

### Après 2011
Depuis la chute de Kadhafi, cinq grands conflits communautaires ont éclaté dans le Fezzan et ont causé des centaines de morts, suscités par trois rivalités :
- entre les Toubous et les Oulad Souleymane : 2012 puis 2014 à Sebha
- entre les Qadhadhfa et les Oulad Souleymane : 2014 puis 2016 à Sebha
- entre les Toubous et les Touaregs : 2014-2015 à Oubari et Sebha

Au printemps 2017, la Troisième Force, sous la pression militaire de l'ANL, est contrainte de se retirer progressivement du Fezzan. Dans la région, l'ANL peut notamment s'appuyer sur la brigade Khalid ibn al-Walid, une force constituée en grande partie de Toubous madkhalistes (salafistes),.
Au mois de mars 2018, puis de nouveau mois d'octobre, l’aviation de l’Armée nationale libyenne (ANL) du maréchal Haftar a bombardé les positions d’un groupe rebelle tchadien évoluant dans le Fezzan.